# 김신민
김신민(金新民, 1398년 출생 ~ 1465년 9월 서거)은 조선 시대 전기의 문신으로, 자는 명지(明之)이고, 그의 본관은 경주이다. 김중성(金仲誠)의 차남이다.

## 생애
1426년(세종 8) 문과에 급제했다. 홍문관응교, 홍문관직제학을 거쳐 종학박사에 제수되었다. 종학박사로 재임 중 간관의 신분도 아니었지만, 불당 건립을 막기 위해 세종에게 상소하였다. 그러나 세종은 받아들이지 않았다. 이후 사간원 우사간대부가 되었으며, 세종 승하 후 세종실록 편찬에 참여하였다.
문종 즉위 후에도 불사를 파할 것을 간하였으나, 문종은 아버지를 생각하는 마음이라며 받아들이지 않았다. 단종 즉위 후 집현전부제학이 되고, 세조 즉위 후에는 원종공신에 책록되어 첨지중추원사가 되었다. 이후 성균관사성을 거쳐 경창부윤이 되었으며, 이후 벼슬이 지중추원사에 이르렀다.
1465년(세조 11) 졸했다. 향년 68세.

## 가족 관계
- 증조(曾祖) : 김지윤(金智允) - 지문하부사(知門下府事) 증충근양절찬화공신(贈忠勤亮節贊化功臣)
  - 조부(祖父) : 김균(金稛, ? ~ 1398년) - 좌찬성 계림군(左贊成 鷄林君) 익대개국공신(翊戴開國功臣)
    - 부(父) : 김중성(金仲誠, ? ~ 1450년) - 판봉상시사 증병조판서(判奉常寺事 贈兵曹判書)
      - 장자(長子) : 김승경(金升卿, 1430년 ~ 1493년) - 형조참판(刑曹參判)
      - 차자(次子) : 김태경(金泰卿, 1436년 ~ 1501년) - 원주목사 증좌찬성 겸판의금부사(原州牧使 贈左贊成 兼判義禁府事)